# 富寮古井
23°58′36″N 120°42′03″E / 23.976758°N 120.700722°E

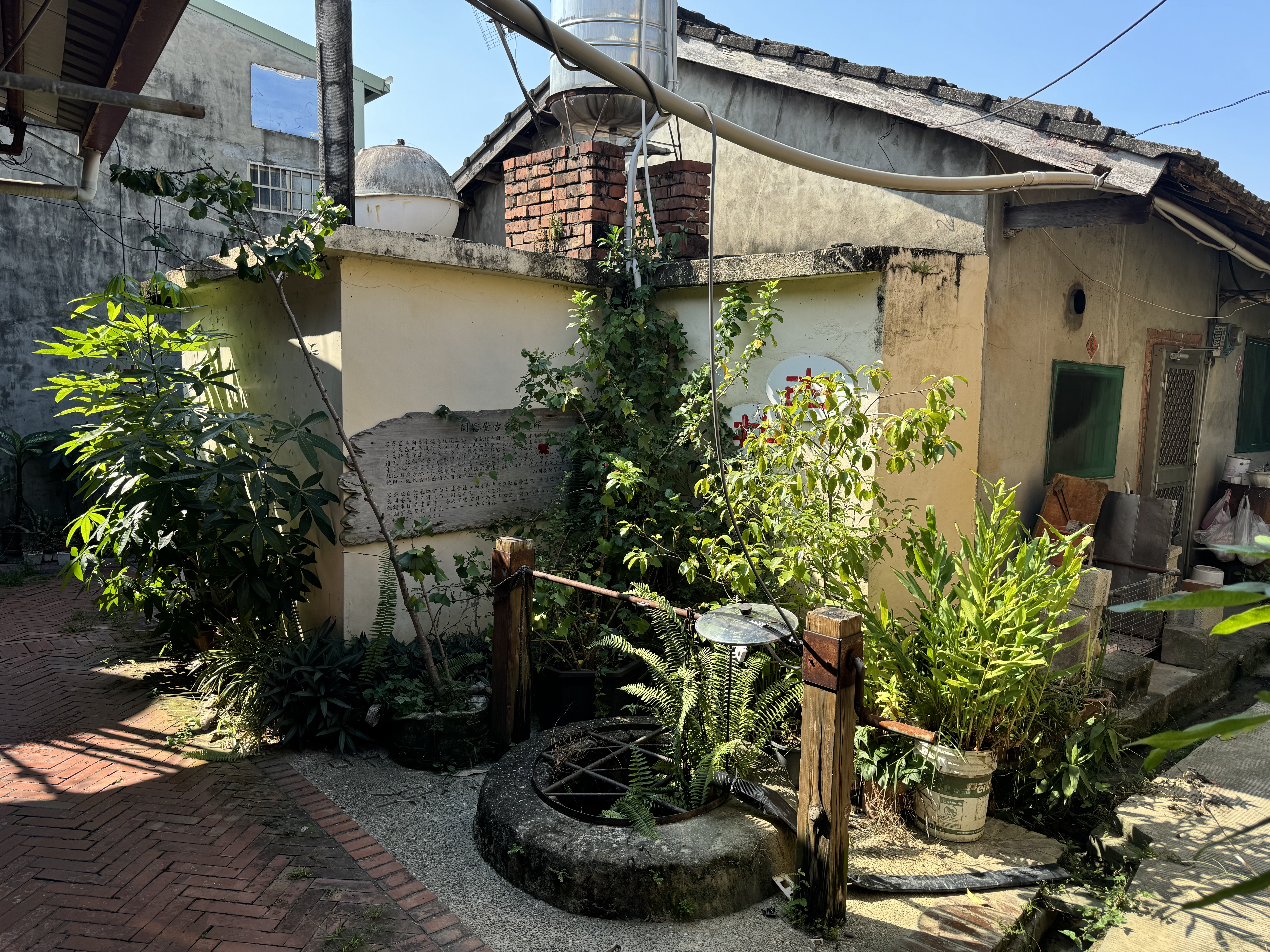
富寮古井

富寮古井，位於臺灣南投縣草屯鎮富寮里，推估為18世紀中葉開鑿。

## 早年狀況
匏仔藔第一口井推估是18世紀中葉由福建省南靖縣遷來的李天恩、李天送兄弟在自宅開富堂右後側開鑿。該井深約4公尺多，直徑約有1公尺半，以糯米膠合。人們打水後只要將水倒入一旁的水槽，便會流入廚房的水缸。

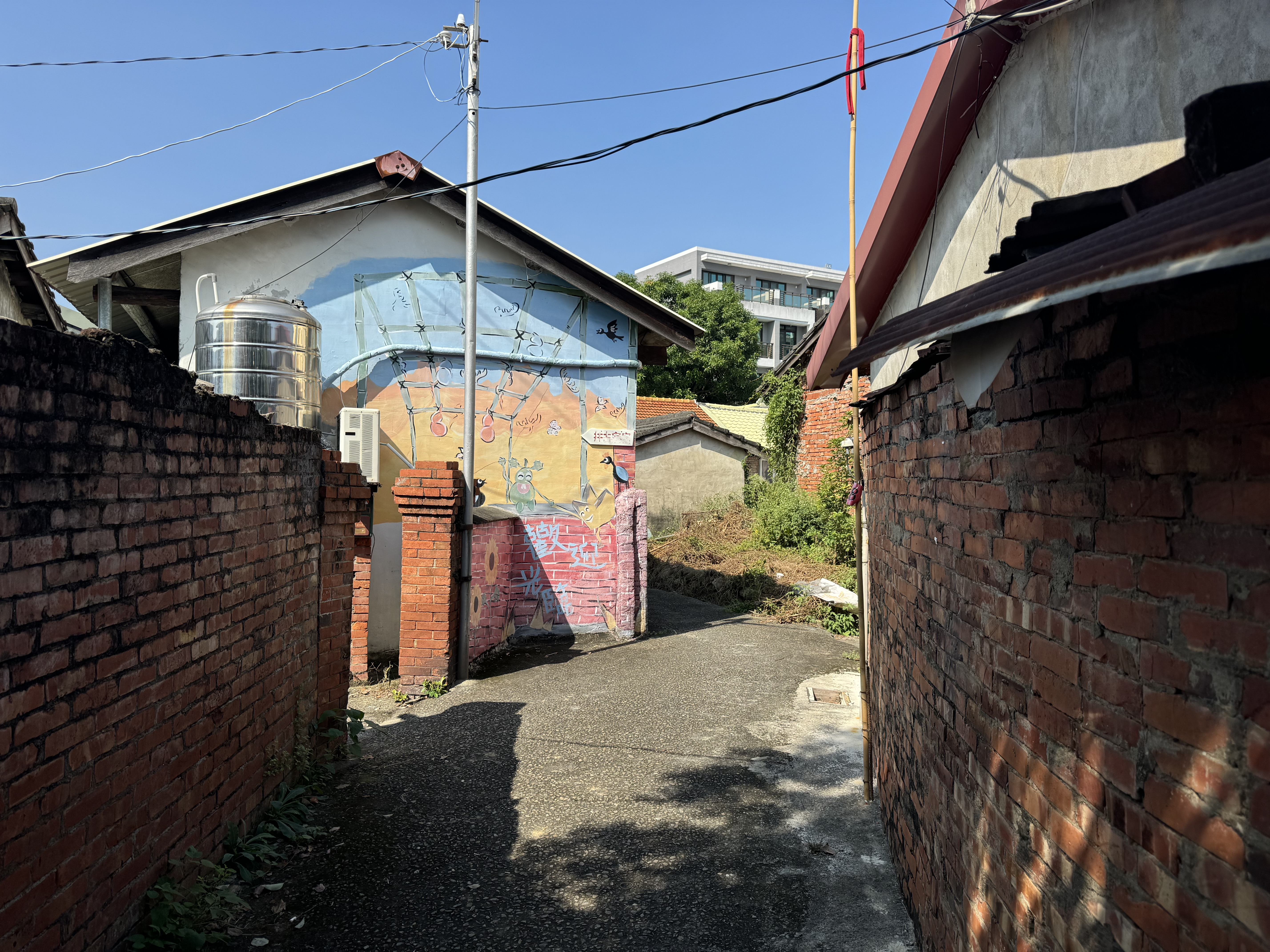
往富寮古井的匏仔藔古巷

## 社區營造
九二一地震後，草屯鎮路東二大圳路重創，造成草屯路東地區的富寮、北勢、中原、土城、雙冬、南埔等里流隔日供水多月。因此原先被取代的富寮古井，再度發揮救急的功能。
文建會為幫助九二一大地震受損嚴重偏遠地區，與中華民國社區營造學會合作，對富寮里等地區作社區營造活動。出身匏仔寮的南開技術學院教授張永楨、富功國小校長李耿勳、建築師朱國華等地建議下，決定向文建會爭取經費修復富寮古井。2006年12月10日，在社會局副局長梁守德、富寮里長高順洲等人陪下同，地方人士陳國大向陳永進等6名文建會社區營造地點評選工作委員作簡報。陳國大為此撰寫「古井巷弄，開富造寮」企畫書，終獲得新台幣30萬元經費作修復。
2007年2月間，陳國大聘黃貞雄整修富寮古井，並上面加蓋鐵絲網以防意外。9月15日，由文化局長陳振盛、富寮社區發展協會理事長陳國大，以及李家代表李松德、李朝元共同主持祭井。次年1月16日，陳國大及李天恩後裔李丙貴共同主持完工啟用。